# 파이브 피트
《파이브 피트》(영어: Five Feet Apart)는 2019년 3월에 개봉한 미국의 로맨스, 드라마 영화이다. 저스틴 밸도니가 감독을 미키 도트리와 토비아스 아코니스가 각본을 맡았다. 미국은 2019년 3월 15일에 영국은 2019년 3월 22일에 대한민국은 2019년 4월 10일에 개봉되었다.

## 출연진
- 헤일리 루 리차드슨 - 스텔라 역
- 콜 스프로즈 - 윌 역
- 모이세스 아리아스 - 포 역
- 킴벌리 허버트 그레고리 - 간호사 바브 역
- 파민더 나그라 - 누어 하미드 박사 역
- 클레어 폴라니 - 메레디스 역
- 에밀리 폭슬러 - 줄리 역
- 게리 윅스 - 톰 역
- 신시아 에반스 - 에린 역
- 브렛 오스틴 존슨 - 제이슨 역
- 아리아나 게라 - 호프 역
- 소피아 버나드 - 애비 역
- 에반젤린 힐 - 어린 스텔라 역
- 아이비 더그루얼 - 어린 애비 역
- 크리스토퍼 페레즈 - 어린 포 역
- 세실리아 리얼 - 카밀라 역
- 트리나 라파그 - 마야 역